# Буве, Жан-Кристоф
Жан-Кристоф Буве (фр. Jean-Christophe Bouvet; род. 24 марта 1947, Париж, Франция) — французский актёр театра и кино, сценарист.

## Биография
Родился 24 марта 1947 года в Париже.
Жан-Кристоф Буве брал уроки драмы у Жан-Лорана Кочета в Театре Эдуарда VII. Изучал кино, языкознание и психоанализ в Университете 8 округа Парижа. После знакомства с Андре Тешине и Клодом Шабролем становится их помощником. Одновременно начинает работать в качестве актёра, автора и помощника режиссёра.
В 1969 году Жан-Кристоф Буве начал сниматься в кино, дебютом стала эпизодическая роль в фильме «Философия в будуаре» (фр. «La Philosophie dans le boudoir») режиссёра Жака Сканделари.
В 1977 году, шокированный казнью в Марселе 15 июля 1976 на гильотине 20-летнего Кристиана Ранюши, Буве начинает бороться против смертной казни и предлагает Полю Веккиали написать сценарий к фильму «Машина» (фр. La Machine), где сам играет главную роль. Это была его первая большая роль в кино, где он играет Пьера Ланти, испытывающего влечение к малолетним, приговорённого к смерти за убийство ребёнка. Также Буве был соавтором сценария этого фильма.
Жан-Кристоф Буве сыграл таких отрицательных персонажей: Сатана в фильме «Под солнцем Сатаны» режиссёра Мориса Пиала (по роману писателя Жоржа Бернаноса), вместе с Жераром Депардьё (фильм получил золотую пальмовую ветвь в Каннах в 1987 году); Пьер Ланти в фильме «Машина»; Жан-Поль Мартони в фильме «Город страха» (фр. «La Cité de la peur») режиссёра Алена Берберяна.
Буве играет в кинофильмах самых разных жанров, от радикального кино Жан-Клода Бьетта до массового кино Люка Бессона.
В 2000 году сыграл эксцентричного и неугомонного дивизионного генерала Эдмонда Бертино в «Такси 2» и его продолжениях «Такси 3» и «Такси 4». Эта роль принесла Буве огромную популярность.
В 2016 году Жан-Кристоф сыграл Готье, общительного продавца в фильме «Два Реми, два» (фр. «Deux Rémi, deux») режиссёра Пьера Леона. В 2017 году сыграл роль человека из Савойи в первом полнометражном фильме Жерома Ребо «Дни Франции» (фр. «Jours de France»). В 2018 году сыграл старого и мудрого Тонтона в фильме «Пусть дьявол возьмёт нас» (фр. «Que le diable nous emporte») режиссёра Жан-Клода Бриссо.

## Семья
Мать — французская актриса Полетт Буве (1914—2010) (фр. Paulette Bouvet).

## Оценки творчества
Жан-Кристоф Буве является «крёстным отцом» фестиваля короткометражного кино «Труа» с 2004 года.
Жан-Кристоф Буве играл в фильмах таких режиссёров, как Жан-Клод Бьетте, Клод Шаброль, София Коппола, Жан-Люк Годар, Жан-Клод Гиге, Ален Берберян, Морис Пиала, Поль Веккиали, Жерар Кравчик, Люк Мулле, Рауль Руис, Клод Зиди, и многих других.
Известный французский режиссёр и кинокритик Луи Скореки называет Жан-Кристофа Буве «величайшим актёром в мире».
Французский журналист и кинокритик Сергей Кагански говорит о Жан-Кристофе Буве: «это новый Жан-Пьер Лео, из поколения пост-Новой волны».

## Фильмография

### Актёр
- 1969 — Философия в будуаре (фр. La Philosophie dans le boudoir) (реж. Жак Сканделари)  — первосвященник
- 1975 — Не меняйте руки (фр. Change pas de main) (реж. Поль Веккиали) — Ален Буржуа
- 1977 — Театр содержания (фр. Le Théâtre des matières) (реж. Жан-Клод Бьетте) — Кристоф
- 1977 — Машина (фр. La Machine) (реж. Поль Веккиали) — Пьер Ланти
- 1978 — Он был музыкантом (фр. Il était un musicien) — доктор
- 1980 — Слепые (фр. Le Borgne) (реж. Рауль Руис)
- 1981 — Такова жизнь! (фр. C'est la vie!) (реж. Поль Веккиали) — Ричард
- 1982 — Вдали от Манхэттена (фр. Loin de Manhattan) (реж. Жан-Клод Бьетте) — Кристиан
- 1983 — Архипелаг любви (фр. Archipel des amours) (реж. Жан-Клод Бьетте)
- 1983 — На верхнем этаже (фр. En haut des marches) (реж. Поль Веккиали) — Сноб на выставке
- 1983 — Акварельная картина (фр. Peinture à l'eau) (реж. Ричард Уголини) — художник
- 1983 — Вот он 2 (фр. En voilà 2) — Жак Тумой
- 1987 — Под солнцем Сатаны (реж. Морис Пиала) — Сатана
- 1990 — Пока не придёт день (фр. Jusqu'à ce que le jour se lève) (реж. Бернард Виллиот)
- 1991 — Победный хет-трик (фр. Le triplé gagnant)
- 1991 — Я не целуюсь (реж. Андре Тешине) — клиент в лесу
- 1992 — Крапачук (фр. Krapatchouk) (реж. Энрике Габриел) — министр
- 1992 — Дикие ночи (реж. Сирил Коллар) — Серж
- 1994 — Город страха (фр. La Cité de la peur) (реж. Ален Берберян) — Жан-Поль Мартони, член парламента
- 1994 — Холодная вода (фр. L'eau froide) (реж. Оливье Ассаяс) — профессор
- 1994 — Все мальчики и девочки в возрасте (фр. Tous les garçons et les filles de leur âge)
- 1994 — Терминал Риты (фр. Le Terminus de Rita) (реж. Филип Форгау)
- 1994 — Даду (фр. Dadou) (реж. Роберто Гарцелли) — отец
- 1995 — Скала Акапулько (фр. Le rocher d'Acapulco) (реж. Лоран Тюэль) — мастер церемоний
- 1995 — Мне очень нравится, что вы делаете (фр. J'aime beaucoup ce que vous faites) (реж. Ксавье Джанноли) — Жерар
- 1996 — Тулонский комплекс (фр. Le Complexe de Toulon) (реж. Жан-Клод Бьетт) — Крис Патш
- 1996 — Любовь, изобретённая заново (фр. L'amour est à réinventer) (реж. Мерзак Аллуаш) — человек из аптеки
- 1996 — Контр-небо (фр. Le contre-ciel) (реж. Сигрид Алной)
- 1996 — Одиссея 16/9° (фр. L'odyssée du 16/9°) (реж. Люк Мулле) — муж
- 1996 — Диалог на вершине (фр. Dialogue au sommet) (реж. Ксавье Джанноли) — мастер
- 1996 — Прогресс в любви (фр. Des progrès en amour) (реж. Дидье Бласко) — Ален Дубрэ
- 1997 — Жестокие круги (фр. Vicious Circles) (реж. Санди Уайтло) — нотариус
- 1997 — Расположение (фр. Un arrangement) (реж. Дидье Бласко) — Альфонс
- 1997 — Пассажир (фр. Le passager) (реж. Доминик Бачу) — доктор Груберт
- 1997 — Наслаждение (и его маленькие заботы) (фр. Le Plaisir (et ses petits tracas)) (реж. Николас Бухриф) — Боб, дилер
- 1998 — Полночный экзамен (фр. L'Examen de minuit) (реж. Даниэла Дабро) — продавец усадьбы
- 1998 — Оса (фр. La Guêpe) (реж. Поль Веккиали)
- 1999 — Орёл/Решка (фр. Recto/Verso) (реж. Жан-Марк Лонгваль) — Мастер Майяр
- 1999 — Глория (фр. Glória) (реж. Мануэла Вегас) — Висент
- 1999 — Пассажиры (фр. Les Passagers) (реж. Жан-Клод Гиге) — путешественник
- 1999 — Любовники (фр. Lovers) (реж. Жан-Марк Барр) — работник киоска
- 1999 — Домен (фр. Le domaine) (реж. Винсент Херистчи)
- 2000 — Такси 2 (реж. Жерар Кравичик) — дивизионный генерал Эдмонд Бертино (командующий южным военным округом и отец Лили)
- 2000 — Лиза и Андре (фр. Lise et André) (реж. Дени Деркур) — Чарльз
- 2000 — Тёмная комната (фр. La chambre obscure) (реж. Мари-Кристин Кестерберт)
- 2001 — Коробка (фр. La Boîte) (реж. Клод Зиди) — Блоре
- 2001 — Просветление (фр. Being Light) (реж. Паскаль Арнольд и Жан-Марк Барр)
- 2001 — К революции (фр. Alla rivoluzione sulla due cavalli) (реж. Маурицио Скьярра) — главный полицейский
- 2002 — Джоджо свободен (фр. Jojo la frite) (реж. Николя Кюш) — Бенц
- 2002 — Кораблекрушение D17 (фр. Les Naufragés de la D17) (реж. Люк Мулле) — главный сержант
- 2002 — Новый Жан-Клод (фр. Le Nouveau Jean-Claude) (реж. Дидье Тронше) — директор универмага
- 2002 — Красная сирена (фр. La Sirène rouge) (реж. Оливье Мегатон) — Лукас
- 2003 — Банк Сальтим (фр. Saltimbank) (реж. Жан-Клод Бьетт) — Бруно Сальтим
- 2003 — Такси 3 (реж. Жерар Кравичик) — дивизионный генерал Эдмонд Бертино (командующий южным военным округом и отец Лили)
- 2004 — К вашему доброму сердцу (фр. À vot' bon coeur) (реж. Поль Веккиали) — зам. председателя Комиссии по продвижению доходов
- 2004 — Наша музыка (фр. Notre musique) (реж. Жан-Люк Годар) — Луи Камиль Майяр
- 2004 — Короткий, но весёлый: Том 8 (фр. Courts mais GAY: Tome 8) (реж. Жиль Бинди, Крис Ботти) — отец (серия «Заключённый»)
- 2004 — Ложь, измена и тому подобное... (фр. Mensonges et trahisons et plus si affinités) (реж. Лоран Тирар) — издатель Рафаэль
- 2005 — Как брат (фр. Comme un frère) (реж. Бернард Алапетит, Кирилл Леган) — поклонник
- 2005 — Второй план (фр. Second plan) (реж. Кристоф Чуди) — отец
- 2005 — Журнал IV (фр. Journal IV) (реж. Матьё Геро)
- 2005 — Комедия власти (реж. Клод Шаброль) — Парлебас
- 2006 — Тигровые отряды (фр. Les brigades du Tigre) (реж. Жером Корнуау) — военный судья Форта Кормейля
- 2006 — Мария-Антуанетта (реж. София Коппола) — герцог де Шуазёль
- 2006 — Когда-то ... (фр. Il sera une fois...) (реж. Сандрин Вейсет) — Анри, отец Пьеро
- 2006 — От одного к другому (фр. Chacun sa nuit) (реж. Паскаль Арнольд, Жан-Марк Барр) — Винсент Сильвер
- 2006 — Конфиденциальность (фр. La Vie privée) (реж. Зина Модиано) — Жан-Эммануэль
- 2006 — Престиж смерти (фр. Le prestige de la mort) (реж. Люк Мулле) — шантажист
- 2006 — Лиза и пилот самолёта (фр. Lisa et le pilote d'avion) (реж. Филипп Барасса) — пилот
- 2007 — Такси 4 (реж. Жерар Кравичик) — дивизионный генерал Эдмонд Бертино (командующий южным военным округом и тесть Даниэля)
- 2007 — Франция (фр. La France) (реж. Серж Бозон) — Элиас
- 2007 — Капитан Ахаб (фр. Capitaine Achab) (реж. Филипп Рамос) — король Англии
- 2007 — Красный отель (реж. Жерар Кравчик) — нотариус
- 2008 — Из Индии на Марс (фр. Des Indes à la planète Mars) (реж. Кристиан Мерлиот) — Сенн
- 2009 — Семья Вольберг (фр. La Famille Wolberg) (реж. Аксель Роперт) — Морис, врач
- 2009 — Киноман (фр. Cinéman) (реж. Янн Моих) — господин Кок, директор
- 2010 — Другой Дюма (фр. L'Autre Dumas) (реж. Сафи Неббу) — господин Боккин
- 2010 — Чёрная Венера (реж. Абделлатиф Кешиш) — Шарль Меркайллер, журналист
- 2011 — Бельвиль—Токио (фр. Belleville—Tokyo) (реж. Элиза Жирар) — Жан-Лу
- 2011 — Обвиняемый Мендес-Франс (фр. Accusé Mendès France) (реж. Лоран Эйнеманн) — комиссар Дегаш
- 2011 — День Святого Валентина (фр. Saint Valentin) (реж. Филипп Ландулси) — господин Бишон
- 2011 — Всем нужна Кэт (фр. Cat Run) (реж. Джон Стоквелл) — Доббер
- 2011 — Отпусти моих людей! (фр. Let My People Go!) (реж. Микаэль Бух) — комиссар
- 2011 — Наш рай (реж. Гаэль Морель) — клиент
- 2010 : Roadkill de John Stockwell
- 2011 : Corps diplomatique de Lewis-Martin Soucy
- 2012 : Une nuit de Philippe Lefebvre
- 2012 : Désordres de Étienne Faure
- 2013 : Gare du Nord de Claire Simon
- 2013 : Les Rencontres d'après minuit de Yann Gonzalez
- 2013 : Honey Killer, court métrage de Antony Hickling
- 2014 : Hasta mañana de Sébastien Maggiani et Olivier Vidal
- 2015 : Deux Rémi, deux de Pierre Léon : Gauthier
- 2015 : We are Tourists de Remy Bazerque et O'ar Pali
- 2015 : Contes d'acteur - Jean-Luc G. d'Arthur Dreyfus
- 2016 : Where Horses Go to Die d'Antony Hickling
- 2016 : Sélection officielle de Jacques Richard
- 2016 : Jours de France de Jérôme Reybaud : l'homme de Savoie
- 2017 : Des amours, désamour de Dominic Bachy
- 2017 : Que le diable nous emporte de Jean-Claude Brisseau
- 2017 : La Rupture de Philippe Barassat3
- 2017 : La Nuit qui vient de Pierre Léon
- 2018 : La Légende de Florian Hessique
- 2018 : Ru Ying Sui Xin4de Huo Jiang 霍建起

#### Короткометражные фильмы
- 1968 — Пир (фр. Le banquet) (реж. Андре Тешине)
- 1976 — Маятник (фр. Le Pendule) (реж. Ги Жиль)
- 1987 — Мадонна у Минителя (фр. La madone au minitel) (реж. Орлан)
- 1987 — Ночная сторона (фр. Côté nuit) (реж. Жан-Батист Хубер)
- 2000 — Большой устный (фр. Grand oral) (реж. Янн Моих) — Человек в жюри
- 2003 — В кругу семьи (фр. En famille) (реж. паскаль Чуффо) — Шене
- 2012 — Tommy d'Arnold de Parscau
- 2012 — Les Boules de Noël d'Hérotoman Conte hivernal de Morestin & Stoll

#### Работы на телевидении
- 1978 — Monsieur Schumann de Bernard Queysanne
- 1980 — Самооборона (фр. Légitime défense) (реж. Claude Grinberg) — Ален
- 1980 — Роман в субботу: сундук и призрак (фр. Le roman du samedi: Le coffre et le revenant) (реж. Роже Анен) — Денис де Лурмель
- 1980 — Перерыв танго (фр. Rupture tango) (реж. Жак Гиберт)
- 1985 — Мальчик из Франции (фр. Un garçon de France) (реж. Ги Жиль) — отец Лорана
- 1988 — Присяжные Тени (фр. Les Jurés de l'ombre) (реж. Поль Веккиали)
- 1988 — Операция «Моцарт» (фр. Opération Mozart) (реж. Ален Нахум)
- 1989 — В случае счастья (фр. En cas de bonheur) (реж. Поль Веккиали) — Кристиан Чабот
- 1995 — Большие люди (фр. Les grandes personnes) (реж. Даниэль Мусманн) — барман
- 1996 — Иможен (1 эпизод, реж. Франсуа Летерье)
- 1996 — Ле Кордье, судья и полицейский (фр. Les Cordier, juge et flic) (1 эпизод, реж. Ален Пейдж) — командир
- 1997 — Граф Монте-Кристо (реж. Жозе Дайан) — Данглар-3
- 1997 — Шоколадный хлеб (фр. Pain au chocolat) (реж. Дидье Бласко) — Дюбрей
- 1998 — Перевёрнутый мир (фр. Le monde à l'envers) (реж. Шарлотта Брандстрём) — Ришлэ
- 1998 — Виктор Шельшер, ликвидация (фр. Victor Schoelcher, l'abolition) (реж. Поль Веккиали) — Луи Блан
- 1998 — Преступление (фр. Crime) (реж. Мигель Куртуа)
- 1999 — Вон! (фр. Out!) (реж. Френсис Дюке)
- 2000 — Космократор (фр. Cosmocrator) (реж. Эрве Ганем) — Красс
- 2000 — Полицейский по имени Лекёр (фр. Un flic nommé Lecoeur) (1 эпизод, реж. Ален Тасма) — Красс
- 2000 — Улица в её длине (фр. Une rue dans sa longueur) (реж. Томас Сальвадор) — второй человек
- 2000 — Слоны с планеты Марс (фр. Les éléphants de la planète Mars) (реж. Филипп Барасса)
- 2001 — Клуб (фр. La boîte) (реж. Клод Зиди) — Блоре
- 2001 — Районная полиция (фр. Police District) (2 эпизода) — Жером Энрико
- 2001 — Мясо с морковью (фр. Les boeuf-carottes) (1 эпизод, реж. Жоэль Уассен) — Олег
- 2001 — Собака, кошка и цибакром (фр. Le chien, le chat et le cibachrome) (реж. Дидье Бласко) — Макс Фриш
- 2002 — Ограбление (фр. Effraction) (реж. Патрик Халпайн) — Жан-Пьер
- 2002 — Зона рептилий (фр. Zone Reptile) (реж. Жером де Миссольц) — Тьерри
- 2002 — Шея Клариссы (фр. Le cou de Clarisse) (реж. Бенджамин Эсдраффо) — Эдмунд Вотчер
- 2004 — Для сумасшедших пожарных! (фр. Aux folles les pompiers!) (реж. Дидье Бласко)
- 2004 — Заключённый (фр. Prisonnier) (реж. Этьен Форе) — отец
- 2004 — Комиссар Мулин (фр. Commissaire Moulin) (1 эпизод, реж. Ив Реньер)
- 2005 — Спираль (фр. Engrenages) (1 эпизод, реж. Этьен Форе) — отец
- 2006 — Чёрный песок (фр. Sable noir) (реж. Оливье Мегатон) — гинеколог
- 2006 — Снег, моя гримаса (фр. Neige, ma grimace) (реж. Антуан Фумат)
- 2006 — Неподвижные пути (фр. Les chemins immobiles) (реж. Николас Бранд) — Пьер
- 2007 — Коп (фр. Un flic) (1 эпизод, реж. Фредерик Телье) — Вольф
- 2007 — Товарищи (фр. Les Camarades) (реж. Франсуа Лучиани) — господин Морис
- 2007 — Несоответствие (фр. La discordance) (реж. Патрик Эрнандес) — доктор Леандри
- 2007 — Международный экспресс (фр. International XPress) (реж. Джессика Форд) — знаменитый актёр
- 2007 — Колизей (фр. Colisée) — Джефф
- 2007 — Женщины закона (фр. Femmes de loi) (1 эпизод, реж. Бенуа Валери) — Джефф
- 2007 — Юристы и партнёры (фр. Avocats et Associés) (1 эпизод, реж. Филипп Трибоит) — президент Сигарского клуба
- 2008 — Лоно (фр. Bosom) (реж. Джастин Пехберти) — Жорж фон Теобальд
- 2009 — Половина траура (фр. Demi-deuil) (реж. Ксанае Бов) — Жак-Ален
- 2009 — Век Мопассана. Повести и рассказы XIX столетия (1 эпизод, реж. Клод Шаброль) — неудачник
- 2009 — Сестра Тереза (фр. Soeur Thérèse.com) (1 эпизод, реж. Мишель Блан) — господин Самуа
- 2009 — Священные службы (фр. Services sacrés) (1 эпизод) — полковник Г.И.П.П.
- 2010 — Фрагмент(ы) (фр. Fragment(s)) (реж. Флавия дальмасс, Оливер Дик, Готье Роскуэт) — Лучано
- 2010 — Рассказы о жизни (фр. Histoires de vies) (1 эпизод, реж. Жюльен Сикард)
- 2011 — Рани (фр. Rani) (реж. Анджелайн Малик) — старый полицейский стюард
- 2007 : La Taupe de Vincenzo Marano
- 2008 : Claude Gueux de Olivier Schatzky
- 2010 : Des intégrations ordinaires de Julien Sicard
- 2011 : Louis XVI, l'homme qui ne voulait pas être roi de Thierry Binisti
- 2011 : Affaires étrangères (1 épisode)
- 2013 : Y'a pas d'âge de Jérôme Commandeur (programme court de France 2 - guest)
- 2014 : Changement de cap de Nicolas Herdt
- 2015 : A votre service (série) de Florian Hessique : Le beau-père de Paul
- 2016 : Scènes de ménages (1 épisode diffusé le 30 août 2016) saison 8
- 2017 : Les Engagés créée par Sullivan Le Postec : Rôle d'Hubert Lacombe dans l'épisode 3 de la saison 1.
- 2017 : Bonaparte, la campagne d'Egypte de Fabrice Hourlier

### Режиссёр

#### Короткометражные фильмы
- 1982 — Вы хотите кого-то, вот он (фр. En veux-tu, en voilà)
- 1983 — Вот он 2 (фр. En voilà 2)
- 1986 — Замена (фр. La Relève)
- 1988 — Вот он 3 (фр. Et de trois)
- 1991 — Зубы моей матери (фр. Les Dents de ma mère)
- 1998 : La Verve de mon père

#### Помощник режиссёра
- 1969 : Paulina s'en va d'André Téchiné
- 1975 : Le Jardin qui bascule, de Guy Gilles
- 1978—1979 — Он был музыкантом (фр. Il était un musicien), série télévisée de Claude Chabrol (4 эпизода: Prokofiev, Liszt, Ravel, Saint-Saëns)

### Сценарист
- 1977 — Машина (фр. La Machine) (реж. Поль Веккиали)
- 1981 : Le troisième wagon
- 1982 — Вы хотите кого-то, вот он (фр. En veux-tu, en voilà)
- 1983 — Акварельная картина (фр. Peinture à l'eau)
- 1983 — Вот он 2 (фр. En voilà 2)
- 1986 — Замена (фр. La Relève)
- 1988 — Вот он 3 (фр. Et de trois)
- 1991 — Зубы моей матери (фр. Les Dents de ma mère)
- 1992 — Буве и его текст (фр. Bouvet et son texte) (реж. Жерар Фрот-Кутаз)
- 1994 — Святая Земля (фр. Terre sainte) (реж. Ксавье Джанноли)
- 1995 — Повар (фр. La cuisinière) (реж. Ванда Куяч)

### Театральные работы
- 1979 : Alice au Pays des Merveilles de Lewis Caroll mise en scène Jean-Christophe Bouvet, festival de Pau
- 1991 : Les Collectionneurs mise en scène Michel Georges, Opéra municipal de Clermont-Ferrand
- 1993 : Paysages mise en scène Philippe Chemin, Ménagerie de Verre
- 2002 : Embouteillage mise en scène Anne-Laure Liégeois, Grande Halle de la Villette
- 2005 : Orange mécanique de Anthony Burgess, mise en scène Thierry Harcourt, Cirque d'hiver
- 2008 : Le Jour des Meurtres dans l'Histoire d'Hamlet de Bernard-Marie Koltès, mise en scène Thierry de Peretti, Théâtre de la Bastille
- 2009 : Macbeth de Verdi, mise en scène de Dmitri Tcherniakov, Opéra Bastille
- 2012—2013 : Occupe-toi d'Amélie de Georges Feydeau, mise en scène Pierre Laville, Théâtre de la Michodière, tournée
- 2018 : Toc toc de Laurent Baffie, mise en scène de Laurent Baffie, Le Palace